# Reginald Rahoens
Reginald Rahoens (Oudergem, 4 juni 1956 - 19 juli 2011) was een Belgisch priester. 
Rahoens werd geboren als middelste telg van een slagersgezin met vijf kinderen. Zijn jeugd bracht hij grotendeels door in de landelijke gemeente Herselt in de Kempen. De diepgelovige jongeman was gepassioneerd door kunst en muziek, maar volgde uiteindelijk zijn roeping en werd in 1992 tot priester gewijd. Op die manier keerde hij terug naar Brussel als priester van verschillende parochies in de gemeente Anderlecht. Geraakt door de armoede en sociale uitsluiting in Brussel zette Rahoens zijn geloof om in daadkracht. Zich inzetten voor anderen werd zijn levenswerk, in het bijzonder voor de armen, de zwakken, de vreemdelingen en de kwetsbaren. 
Toen in 1994 de Anderlechtse Sint-Annakliniek verhuisde, greep Rahoens de kans aan om in de oude gebouwen een christelijk geïnspireerd opvangcentrum te beginnen. Rafaël vzw groeide uit tot een leefgemeenschap van 300 mensen van meer dan dertig nationaliteiten. Samen met een grote groep vrijwilligers werd er ook een lokale voedselbank en solidariteitsrestaurant opgezet. Rahoens kampte echter met gezondheidsproblemen die uiteindelijk geleid hebben tot zijn overlijden in 2011. Meer dan 700 mensen kwamen een laatste eer betuigen tijdens de afscheidsplechtigheid geleid door aartsbisschop André Léonard.